# Криушанское сельское поселение
Криушанское се́льское поселе́ние — муниципальное образование в Панинском районе Воронежской области Российской Федерации.
Административный центр — село Криуша.

## История
Законом Воронежской области от 13 апреля 2015 года № 42-ОЗ Мартыновское и Криушанское сельские поселения преобразованы путём объединения в Криушанское сельское поселение с административным центром в селе Криуша.

## Население
| 2000  | 2005  | 2010  | 2012 | 2013 | 2014 | 2015 |
| ----- | ----- | ----- | ---- | ---- | ---- | ---- |
| 979   | ↘910  | ↘807  | ↘774 | ↘742 | ↘713 | ↘696 |
| 2016  | 2017  | 2018  |      |      |      |      |
| ↗1984 | ↘1966 | →1966 |      |      |      |      |

## Состав сельского поселения
| №  | Населённый пункт                            | Тип населённого пункта       | Население |
| -- | ------------------------------------------- | ---------------------------- | --------- |
| 1  | 3-го отделения племсовхоза «Победа Октября» | посёлок                      | ↘20       |
| 2  | Агарков                                     | посёлок                      | ↗28       |
| 3  | Александровка                               | село                         | ↘513      |
| 4  | Большой Мартын                              | село                         | ↘854      |
| 5  | Икорецкое                                   | посёлок                      | ↘1        |
| 6  | Козьминский                                 | посёлок                      | ↘1        |
| 7  | Криуша                                      | село, административный центр | ↗725      |
| 8  | Криушанские Выселки 1-е                     | посёлок                      | ↘22       |
| 9  | Малый Мартын                                | посёлок                      | ↘34       |
| 10 | Нащёкинские Выселки                         | посёлок                      | ↘48       |